# 최우석 (화가)
최우석(崔禹錫, 1899년~1965년 3월 17일)은 대한민국의 화가로, 호는 정재(鼎齋)이며 서울 출신이다.

## 생애
1915년 조선서화미술회 강습소에 입학하면서 안중식과 조석진의 문하생이 되었고 1921년부터 1926년까지 서화협회 전람회 정회원을 역임했다. 1925년부터 1934년까지 조선미술전람회에서 근대적인 채색화 수법을 응용한 풍경화와 한국의 역사 인물을 주제로 한 초상화 연작을 출품하여 입선과 특선을 연달아 수상했지만 그가 작품 활동 초기에 그린 풍경화와 인물화는 일본 화풍의 채색화라는 비판을 받게 되었고 점차 한국의 전통적인 수묵 담채화의 관념적 작품으로 회귀하게 된다. 주로 산수화와 신선도 등을 그렸다고 전해진다.
1954년 6월 7일부터 6월 17일(당초 6월 13일까지 열릴 예정이었지만 6월 17일로 연기됨)까지 개인전을 열었으며 1956년과 1958년, 1959년 대한민국미술전람회(국전)에서 동양화부 심사위원을 역임하기도 했다. 그의 대표작으로 《전가풍미(田家風味, 1959년 작, 국립현대미술관 소장)》이 있다.